# Кучаківська сільська рада
| Кучаківська сільська рада — орган місцевого самоврядування у Бориспільському районі Київської області з адміністративним центром у с. Кучаків. Історична дата утворення: 22 серпня 1954 року . Сільській раді підпорядковані населені пункти: - с. Кучаків - с. Артемівка - с. Лебедин - с. Мала Стариця - с. Сулимівка |

## Склад ради
Рада складається з 20 депутатів та голови.

### Керівний склад ради
| ПІБ                          | Основні відомості                                                 | Дата обрання | Дата звільнення |
| ---------------------------- | ----------------------------------------------------------------- | ------------ | --------------- |
| Дженжебір Микола Миколайович | Сільський голова, 1962 року народження, освіта, безпартійний      | 26.03.2006   | 31.10.2010      |
| Дженжебір Микола Миколайович | Сільський голова, 1962 року народження, освіта вища, безпартійний | 31.10.2010   |                 |

Примітка: таблиця складена за даними джерела